# Eddie Root
Eddie Root (12 maart 1880 – 1 mei 1976) was een Amerikaans wielrenner, die professional was tussen 1904 en 1916.
Root was een goede baanwielrenner, die onder meer vier keer de Zesdaagse van New York op zijn naam schreef.

## Belangrijkste overwinningen
1904
- Zesdaagse van New York; + Oliver Dorlon

1905
- Zesdaagse van New York; + Joe Fogler

1906
- Zesdaagse van New York; + Joe Fogler

1909
- Zesdaagse van Atlanta; + Joe Fogler
- Zesdaagse van Atlantic City; + Paddy Hehir

1910
- Zesdaagse van New York; + Jim Moran

1912
- Zesdaagse van Brussel; + Alfred Hill
- Zesdaagse van Toronto; + Paddy Hehir